# Channatti, Ramdurg
Channatti là một làng thuộc tehsil Ramdurg, huyện Belgaum, bang Karnataka, Ấn Độ.